# 井上政鄰
井上 政鄰（いのうえ まさちか）は、下総国高岡藩の第4代藩主。
元禄6年（1693年）、3代藩主・井上政蔽の長男として生まれる。正徳6年（1716年）に父が死去したため家督を継ぎ、享保元年（1716年）7月22日に従五位下・筑後守に叙位・任官する。享保11年（1726年）7月に大坂加番に任じられる。享保16年（1731年）8月7日、弟で養子の正森に家督を譲って隠居し、寛保3年（1743年）閏4月8日に死去した。享年51。

## 系譜
父母
- 井上政蔽（父）

正室
- 高辻長量の娘

子女
- 大久保忠寅室

養子
- 井上正森 ー 実弟